# Hervé Palmieri
Pour les articles homonymes, voir Hervé.
Hervé Palmieri, également connu sous son pseudonyme Hervé Cuisine, né en 1979 à Martigues, est un vidéaste, blogueur, et auteur culinaire français.
Hervé Palmieri démarre sa chaîne YouTube de cuisine en 2008. En juillet 2024 elle compte 1 516 000 abonnés, plus de 980 vidéos, et plus de 220 millions de vues cumulées.

## Biographie
Hervé Palmieri est né en 1979 d'un père d'origine italienne et d'une mère d'origine vietnamienne. Dès son enfance, il baigne dans une atmosphère culinaire multiculturelle et devient vite passionné,. Autodidacte, Hervé lance son blog et sa chaîne YouTube de recettes de cuisine en 2007, en se filmant dans son studio d'étudiant. Il est l'un des premiers français à réaliser des vidéos sur YouTube et le premier à proposer ce type de contenu. Il publie alors une vidéo par semaine, ses « tutos de cuisine », des recettes simples et faciles à réaliser.
Fin 2016, il est choisi comme ambassadeur YouTube aux côtés de Coline et Sananas,.
En 2017, il est membre du jury attribuant la bourse Badoit,.

## Livres de cuisine
En septembre 2015, il publie un premier livre de recettes sucrées, Desserts faciles et bluffants, suivi d'un second de recettes salées en octobre 2016, Apéros faciles entre potes, aux Éditions Solar.
En octobre 2018, Cartonner en cuisine ! aux Editions Solar
En avril 2021, Ma Pâtisserie Healthy aux Editions Albin Michel
En avril 2022, Craquage 100% chocolat aux Editions Albin Michel
En Août 2024, Menus sains et pas chers aux Editions Albin Michel